# Adrénaline (album de M. Pokora)
Pour les articles homonymes, voir Adrénaline (homonymie).
Albums de M. Pokora
Épicentre
(2022)
Singles
1. Éclipse[1]
Sortie : 17 janvier 2025
2. Reflet[2]
Sortie : 31 janvier 2025

Adrénaline est le dixième album studio du chanteur français M. Pokora, sorti le 21 mars 2025.

## Liste des pistes
| 1.    | Complice (1, 2, 3)            | M. Pokora, Éléonore Maly             | Joa                                | 2:23 |
| 2.    | Éclipse                       | M. Pokora, Nowan, Jonah              | Dany Synthé                        | 2:29 |
| 3.    | Reflet                        | M. Pokora, Nowan, Jonah              | Dany Synthé                        | 2:48 |
| 4.    | Adrénaline                    | M. Pokora, Jonah                     | Dany Synthé                        | 2:37 |
| 5.    | Une partie de moi             | Usky, CLOUD, Maxime Dheilly, Yeuss K | Joa                                | 3:14 |
| 6.    | Jeu de regards                | Éléonore Maly                        | Joa                                | 2:45 |
| 7.    | Toute ma life                 | Robin, Youssoupha                    | Julio Masidi                       | 3:00 |
| 8.    | Tour du monde (feat. Ronisia) | Teo Gagnon                           | Julio Masidi, Adrian Waves, Osmaus | 2:47 |
| 9.    | Quand même                    | M. Pokora, Kemmler                   | Dany Synthé                        | 3:13 |
| 10.   | Suis-moi je te fuis           | M. Pokora, Yeuss K                   | Joa, Asieux, Latimer               | 2:36 |
| 11.   | So High                       | Nilusi                               | Julio Masidi, Dany Synthé          | 2:32 |
| 12.   | En haut des marches           | JDN                                  | Melvin Coser, Dany Synthé          | 3:07 |
| 33:31 |                               |                                      |                                    |      |

## Clips vidéos
- Éclipse : 17 janvier 2025
- Reflet : 7 février 2025

## Accueil commercial
L'album entre directement à la première position du classement des ventes d'albums en France pour la semaine du 28 mars 2025 avec 11 796 exemplaires vendus.
Le single "Reflet", à date de juillet 2025, est 11ème du top Radio SNEP. En août 2025 il est 21ème, ayant passé 25 semaines dans le top.

## Certifications et classements

### Classements hebdomadaires
| Classements (2025)           | Meilleure position |
| ---------------------------- | ------------------ |
| France (SNEP)                | 1                  |
| Belgique (Wallonie Ultratop) | 3                  |
| Suisse (Schweizer Hitparade) | 54                 |